# Anti-Hero
«Anti-Hero» — песня американской певицы Тейлор Свифт. Она является третьей композицией десятого студийного альбома Свифт Midnights (2022), который был выпущен 21 октября 2022 года на лейбле Republic Records. Написанная и спродюсированная Свифт и Джеком Антоноффом, синти-поп песня «Anti-Hero» о ненависти к себе, депрессии и тревоге. Песня появилась на американском радио Hot adult contemporary radio 24 октября, а на следующий день — на радио Contemporary hit radio, как лид-сингл из альбома Midnights.
Вдохновением для песни «Anti-Hero», движимой ударными и сияющими синтезаторами, послужили ночные кошмары Свифт, проблемы с деперсонализацией и ненавистью к себе. В тексте песни содержится критика недостатков Свифт. Музыкальные критики положительно оценили песню за её лиризм и инструментарий, а Billboard назвал её лучшей песней в альбоме Midnights. Премьера сопровождающего музыкального видеоклипа также состоялась в 15:00 21 октября. В нём изображены страхи, неуверенность и дисморфия тела Свифт с использованием трёх различных её воплощений. В клипе также воспроизводится один из её кошмаров о наследстве и последней воле, а в роли будущих членов семьи Свифт выступают Майк Бирбилья, Джон Ранно и Мэри Элизабет Эллис.
Песня «Anti-Hero» побила мировые и американские рекорды по количеству потоков в день открытия для песни в истории Spotify. Песня попала в топ-10 официальных чартов более чем в 30 странах, заняв первое место в Австралии, Канаде, Индонезии, Ирландии, Малайзии, Новой Зеландии, Филиппинах, Португалии, Сингапуре, Великобритании, а также в США, где она стала девятым синглом Свифт номер один в Billboard Hot 100 и сделав её единственной солисткой, дебютировавшей с пятью песнями на вершине чарта. В конечном итоге, «Anti-Hero» также возглавил Billboard Global 200. В декабре 2022 года песня заняла первое место в американском чарте Billboard Radio Songs, а Свифт стала первым в истории артистом, занявшим первое место в этом чарте в 2000-х, 2010-х и 2020-х годах.
Музыкальные критики высоко оценили «Anti-Hero» за непосредственную лирику, запоминающийся ритм, синтезаторную инструментовку и вокальные мелодии. Некоторые издания признали её лучшим лид-синглом в карьере Свифт, а рейтинги по итогам года назвали её одной из лучших песен 2022 года. Песня получила множество наград, в том числе премию People’s Choice Awards, две премии iHeartRadio Music Awards и шесть премий MTV Video Music Awards, включая «Видео года», сделав Свифт первой исполнительницей, получившей эту награду два года подряд.

## История
Название песни было объявлено как часть её серии «Midnights Mayhem with Me» в сети TikTok 3 октября 2022 года в рамках продвижения альбома. Название выделялось среди песен, которые она анонсировала ранее, и Свифт рассказала больше о ней.
После этого она подробно рассказала о треке и его создании в своих социальных сетях: 
[Это] одна из моих любимых песен, которые я когда-либо писала. Я действительно не думаю, что раньше я так глубоко погружалась в свою неуверенность в себе. Я много борюсь с мыслью, что моя жизнь неуправляемо велика, и, не хочу показаться слишком мрачной, я просто борюсь с мыслью, что не чувствую себя личностью.
Певица описала песню как «путеводитель» по всем вещам, которые она ненавидит в себе, но она не хочет, чтобы люди испытывали к ней неприязнь, основываясь на этом. Она добавила, что песня рассказывает о том, как смириться с собственными недостатками, а также о том, как принять себя таким, какой ты есть. Песня посвящена исследованию «демонов», с которыми ей пришлось столкнуться, чтобы стать тем, кем она является сегодня. Судя по её описанию, песня имеет более личный подход, в отличие от в значительной степени вымышленных произведений в Folklore и Evermore.
16 октября 2022 года Свифт разместила в своих социальных сетях короткое видео с расписанием дней, предшествующих выходу альбома, под названием «Midnight Manifest». Сосредоточившись на дне релиза, Свифт уточнила, что клип на песню «Anti-Hero» выйдет в тот же день, что и альбом. В расписании также указан запуск «#TSAntiHeroChallenge» на YouTube Shorts. Republic Records выпустит песню «Anti-Hero» на американском горячем радио hot adult contemporary radio 24 октября и на contemporary hit radio 25 октября, в качестве ведущего сингла с Midnights.
7 ноября 2022 года дуэтный ремикс на песню «Anti-Hero» с участием Антоноффа из альтернативной рок-группы Bleachers был выпущен для цифрового скачивания исключительно на сайте Свифт, а на следующий день стал доступен для потокового вещания и цифрового скачивания. Антонофф поёт один из куплетов, изменив в нём текст: «Иногда мне кажется, что в последнее время все стали арт-братьями/ И я просто осуждаю их на холме/ Слишком обижен, чтобы тусоваться, говоря плохо о твоём знаменитом ребёнке/ Пронзённом в сердце виной 90-х». Антонофф также немного усиливает ритм синтипопа и поёт на бэк-вокале.

## Композиция
«Anti-Hero» это электропоп, поп-рок и синти-поп песня, с влиянием рока 1980-х годов. В ней звучит методичный барабанный цикл и «кипящие» синтезаторы. В тексте песни Свифт занимается самокритикой, называя себя «проблемой» и выражая свою неуверенность, тревогу и депрессию. Затрагиваемые темы включают гостинг знакомых, маскировку нарциссизма под альтруизм, опасения, что отношения будут коммерческими, и неспособность Свифт нормально общаться с людьми из-за её знаменитости. В мелодическом плане лирика стихов «возвышенна и ритмична» в одной фразе и «почти монотонна» в следующей. В финальном припеве вокал Свифт характеризуется как «усталый […] тягучий, выдохшийся», заканчивающийся шипящим вокалом перед возвращением к бодрому припеву. В бридже она описывает один из своих кошмаров, в котором невестка Свифт убивает Свифт, чтобы унаследовать её деньги. В тексте песни также содержится отсылка к американскому сериалу «30 Rock» со словами «Иногда мне кажется, что все — сексуальные младенцы, а я — монстр на холме», что было интерпретировано как реакция на фетишизм физических особенностей молодых женщин и «женственной юности». Песня «Anti-Hero» исполняется в тональности ми мажор с темпом 97 ударов в минуту в общем времени, следуя аккордовой прогрессии A-E-B-C♯m, вокал Свифт варьируется от E3 до C5.

## Отзывы
Песня «Anti-Hero» получила положительные отзывы от музыкальных критиков. Критик Exclaim! Меган Лапьер назвала её лучшим выбором Свифт для ведущего сингла «за всю историю». Оливия Хорн из Pitchfork отметила, что песня сталкивает Свифт с её недостатками и ошибками, и описала её как смесь «лакированного синти-попа 1989 года, невротического анализа образа Reputation, плотного лиризма Folklore и Evermore». Бриттани Спанос из Rolling Stone, назвав альбом Midnights «мгновенной классикой», высоко оценила трек Anti-Hero, назвав его «ярким примером того, какой весёлой может быть поп-музыка Свифт» и то, что в ней «звучат одни из самых шокирующих текстов Свифт в альбоме». Спанос назвала песню «Anti-Hero» выдающейся песней альбома, в которой «на уровне „Blank Space“ сжигаются и она сама, и её критики», и похвалила «восхитительно дьявольский» бридж. Роб Шеффилд сказал, что песня «как второй сезон „The Man“, полный убийственных строк». Лорен Джексон из The New Yorker оценила бодрый продакшн песни, «непочтительный» припев, схему рифм и вокал Свифт.
Линдси Золадз из The New York Times назвала песню «заразительной, игриво самообвиняющей» и похвалила её комментарий о фетишизации молодых женщин. Крис Уиллман из Variety отметил исповедальный текст, причудливое настроение и «затягивающий» хук. Он также написал, что в припеве песни Свифт звучит «запыхавшись, как будто ей просто пришлось броситься в дверь, чтобы сделать это случайное признание», назвав её «мастером трагикомической драматургии как певицы, так и автора песен». Критик газеты The Guardian Алексис Петридис заявил, что «Anti-Hero» предлагает «литание ненависти к себе», но почувствовал «привлекательную уверенность» в подходе Свифт — что она «больше не чувствует, что должна соревноваться на тех же условиях, что и её сверстники».
Джейсон Липшутц из Billboard назвал эту песню лучшей на Midnights. Он высоко оценил её «удивительно язвительный самоанализ», «сардонические штрихи» и «элегантное, сияющее» продюсирование Антоноффа. В рейтинге всех 13 песен стандартной версии Midnights он поставил «Anti-Hero» на первое место: «Свифт обрушивает самую жестокую критику на саму себя, прежде чем кто-то другой сможет бросить критику в её сторону», и добавляет, что «… продюсерские детали Свифт и Антоноффа делают песню парящей, гарантируя, что каждая критика попадает в гладкий, блестящий сосуд поп-рока. Песня „Anti-Hero“ созрела для стадионных кричалок и для синхронизации губ на TikTok; она была создана для момента и будет жить долго». Хелен Браун из The Independent назвала «Anti-Hero» отличной песней, «которая лирически посылает zinger after zinger bubbling up through the fuzz of distortion». Браун похвалила «потрясающие, сюрреалистические образы» использованные для изображения «громоздкости» звёздной славы Свифт. Критик The Observer Китти Эмпайр назвала «Anti-Hero» одним из самых «увлекательных» треков альбома из-за его «мрачного самобичевания». DIY считает, что «Anti-Hero», возможно, лучший лид-сингл Свифт. Карл Уилсон из Slate отметил текст песни, похвалив «образ гастролирующей суперзвезды как нерелятивистского монстра» и вдохновлённую Evermore «виньетку» в бридже о её будущих детях. Уилсон также восхищался «расширенными» вокальными тонами Свифт, такими как «фантазийно-европейская приподнятость, напоминающая Кейт Буш» и похожая на «янки».
Назвав песню «Anti-Hero» «музыкальным и эмоциональным сердцем» Midnights, Рик Куинн из PopMatters похвалил её «заразительный» притягивающий ритм, произношение Свифт и продюсирование Антоноффа. Он интерпретировал текст песни «monster on a hill» как «невозможность Свифт слиться с одной из крупнейших культурных фигур Америки». Джон Мёрфи из MusicOMH назвал «Anti-Hero» «классикой в исполнении Тейлор Свифт», назвав её одной из лучших песен, которые она когда-либо написала.
British GQ назвал «Anti-Hero» одной из лучших песен 2022 года.
Эмлин Трэвис из Entertainment Weekly считает, что Свифт провела в «Anti-Hero» исследование худших страхов певицы, собранных в одну быструю, неотразимую поп-песню: «Свифт строит слишком правдоподобный дом ужасов: ненависть к себе, депрессия, тревога. Ностальгическая барабанная петля 80-х годов привносит лёгкость в один из её самых мрачных синглов — и самый цитируемый хук года: „It’s me. Hi. I’m the problem, it’s me“ („Это я. Привет. Проблема во мне, это я“)».

## Музыкальное видео

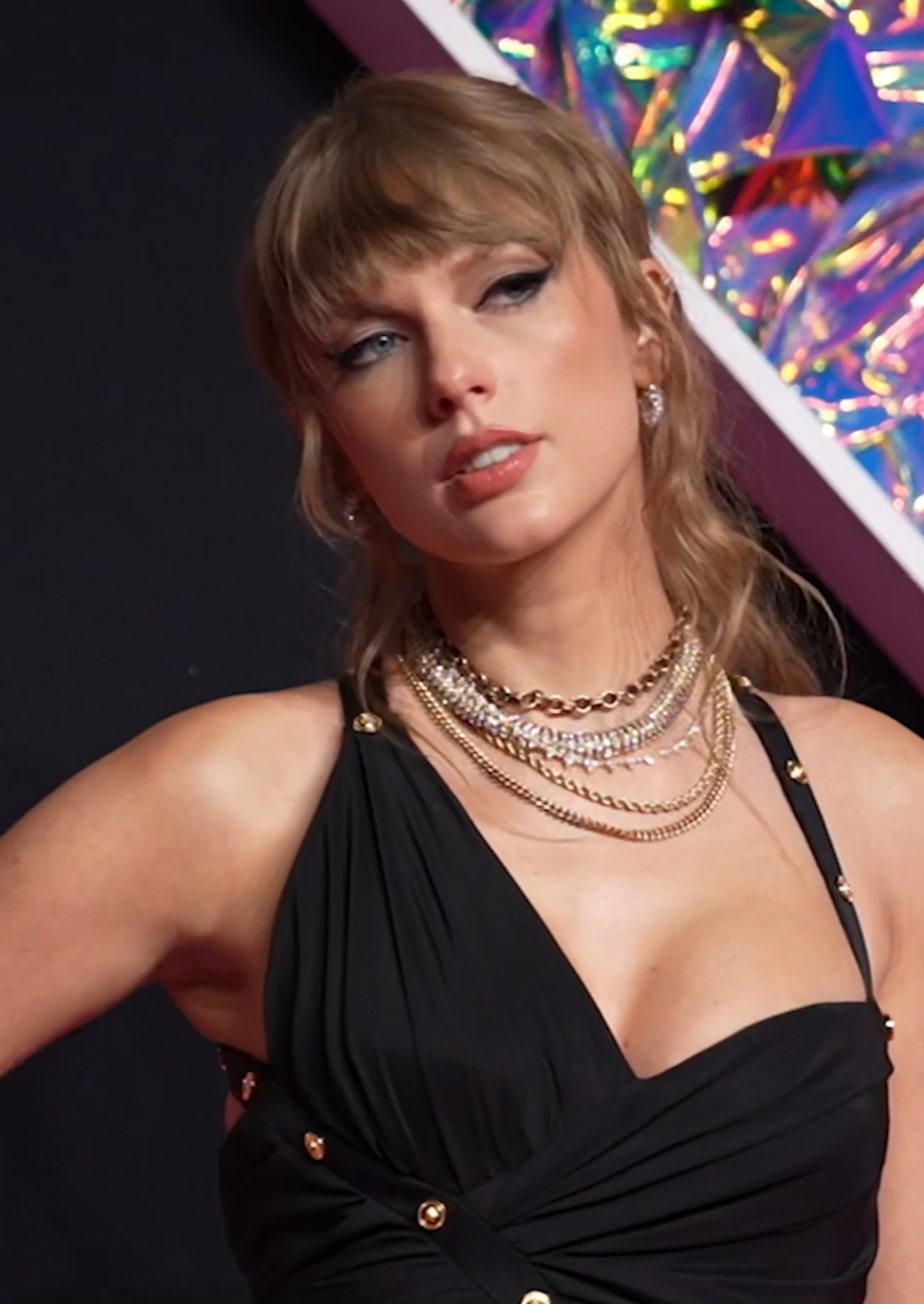
Свифт на церемонии вручения премии MTV Video Music Awards в 2023 году, где песня «Anti-Hero» получила шесть наград, включая «Видео года» и «Лучшая режиссура»

Премьера клипа состоялась на YouTube в 8 утра по восточному летнему времени 21 октября 2022 года, через 8 часов после выхода альбома. Свифт сама написала сценарий и срежиссировала клип.
Видео открывается, когда Свифт поёт первый куплет на ночной кухне пригородного дома в стиле 1970-х годов в окружении призраков в скатертях. Она открывает входную дверь, открывая вторую версию себя с внешностью начала 2010-х годов и в танцевальном наряде для гастролей, и они вместе выпивают рюмки вина и поют припев, причём «нынешняя» версия играет на синей гитаре, а «молодая» разбивает её копию об пол. Фотография бабушки Свифт, Марджори Финли, находится на заднем плане сцены в ванной комнате. Третья, гигантская версия Свифт вползает на званый ужин к соседям, после чего один из гостей безуспешно пытается усмирить её, выстрелив ей в сердце стрелой из лука, на что она бросает раздражённый, невозмутимый взгляд, а затем хмуро поедает еду гостей в одиночестве. Диалоговая часть видео воспроизводится во время бриджа, который описывает сон Свифт о её собственных похоронах, на которых присутствуют её сыновья (их роли исполняют Майк Бирбилья и Джон Эрли) и невестка (Мэри Элизабет Эллис), причём четвёртая версия Свифт, выглядывающая из гроба, обвиняет её в явном убийстве. Трое присутствующих спорят о различных семейных проблемах, затем узнают, что её последняя воля в завещание оставляет их без денег, она завещает своё имущество своим кошкам и не содержит секретного закодированного сообщения о том, что они унаследуют больше денег. Видео заканчивается, когда первые две версии Свифт сидят на крыше и предлагают вино гигантской версии, которая с радостью принимает его.
После выхода музыкального видео на «Anti-Hero» в октябре 2022 года появилось разногласие в связи с обвинением певицы в фэтшейминге. Сцена в клипе, намекающая на борьбу Свифт с расстройством пищевого поведения, вызвала неоднозначную реакцию у зрителей. В первоначальном варианте показано, как подавленная Свифт встаёт на весы в ванной, на которых написано «толстая», в результате чего другая, более счастливая точная копия Свифт, осуждающе смотрит на неё, качает головой в знак неодобрения. Некоторые пользователи социальных сетей обвинили Свифт в жирофобии. Однако такие издания, как The Independent, и телевизионные шоу, такие как The View, выступили в защиту Свифт, утверждая, что контекст важен, и, учитывая её историю с расстройством пищевого поведения, она не должна изменять свою травму, чтобы сделать своё художественное выражение «удобоваримым» для аудитории. Они подчеркнули, что смысл песни «Anti-Hero» и её видео в том, чтобы проиллюстрировать «извращённую работу её мозга, когда она была в муках расстройства пищевого поведения». Так издание Rolling Stone написало статью под названием: «Тейлор Свифт заставили минимизировать свой опыт с расстройством пищевого поведения из-за жалоб людей», ссылаясь на опыт певицы, описанный в документальном фильме «Мисс Американа». Тем не менее, видео было позже отредактировано на всех платформах потокового вещания, удалив конкретный снимок весов.
Гроб в сцене похорон из музыкального клипа — это модель, купленная по принципу «прямого потребителя» в компании Titan Casket, расположенной в Белвью (штат Вашингтон) и Андовере (штат Массачусетс). Гроб привлёк внимание в Интернете и вызвал «огромный всплеск продаж».

## Коммерческий успех
После выхода Midnights песня «Anti-Hero» за первые 24 часа набрала более 17,4 миллиона прослушиваний на Spotify по всему миру, став самым большим днём открытия для песни в истории платформы.
В Австралии «Anti-Hero» занял первое место в чартах ARIA Singles и Airplay. Эта песня стала девятой песней Свифт, занявшей первое место в Австралии. По данным Universal Music Australia, «Anti-Hero» стала первой песней, дебютировавшей на вершине радиоэфирного чарта. С дебютом альбома на первом месте и песни «Anti-Hero» на вершине чартов синглов и радиоэфиров, Свифт заработала ещё один чарт-дубль и стала первой исполнительницей, которая одновременно удерживала три первых места в истории ARIA. Она провела две недели подряд на вершине чарта синглов.
«Anti-Hero» также дебютировала на первом месте в хит-параде Новой Зеландии. Песня три недели возглавляла хит-парад Canadian Hot 100, став 9-м чароттоппером Свифт в Канаде.
Песня «Anti-Hero» стала вторым синглом Свифт на первом месте в Великобритании после «Look What You Made Me Do» (2017); оба сингла дебютировали на вершине UK Singles Chart. Свифт стала первой женщиной после Майли Сайрус в 2013 году (Bangerz и «Wrecking Ball»), которая одновременно дебютировала на вершине чарта альбомов и синглов, после дебюта Midnights под номером один. «Anti-Hero» и Midnights остались на первых местах и на вторую неделю. Песня «Anti-Hero» провела шесть недель подряд на вершине чарта, обогнав «Look What You Made Me Do» и стала самым продолжительным для Свифт номером один в чарте, а также провела 15 недель подряд в первой десятке, обогнав «Shake It Off» и став её самым продолжительным хитом из первой десятки. Песня также дебютировала на первом месте в хит-параде Irish Singles Chart, став третьим чарттоппером в Ирландии и сделав чарт-дубль с учётом первого места альбома Midnights в Irish Albums Chart. «Anti-Hero» лидировал 5 недель неподряд в Бельгии.
В США «Anti-Hero» дебютировал на первом месте хит-парада Billboard Hot 100, став девятым её номером один, с показателями в 59,7 млн потоков, 13500 цифровых продаж и 32 млн радиоэфиров. 5 ноября все первые десять мест Топ-10 в чарте Billboard Hot 100 заняли песни Тейлор Свифт. Ранее ни один музыкант не оккупировал полностью всю десятку лучших, это произошло впервые в истории. Свифт стала первой исполнительницей, которая в четвёртый раз сделала «золотой» чарт-дубль, заняв первые места одновременно в Billboard 200 и Hot 100 с Midnights и «Anti-Hero», соответственно. Также Свифт стала первым музыкантом, который пять раз дебютировал с сольными синглами на первом месте Hot 100; и женщиной с наибольшим числом хитов в top-10 (40), превзойдя Мадонну (38). Песня «Anti-Hero» провела две недели подряд на первом месте в Hot 100, став первой песней Свифт, которая провела несколько недель на вершине Hot 100 с тех пор, как «Look What You Made Me Do» (2017) провела три недели подряд на вершине. 19 ноября сингл «Anti-Hero» Тейлор Свифт продлил своё лидерство на третью неделю, и благодаря выходу семи новых ремиксов (включая Bleachers remix, Roosevelt remix, Jayda G remix, Kungs remix, акустическую версию) и огромному росту цифровых продаж (+1793 %, или 327 тыс. продаж, рекорд за 5 лет) возглавил чарт Digital Song Sales (в 25-й раз в карьере Свифт). За третью неделю, проведённую на вершине чарта, было продано 327 000 цифровых загрузок «Anti-Hero», что является самой большой неделей продаж для любой песни с тех пор, как «Look What You Made Me Do» имел тираж 353 000 в 2017 году. Песня «Anti-Hero» провела 6 недель подряд на первом месте в Hot 100 (став 10-й песней в истории чарта, которая первые свои шесть недель провели на первом месте), опередив песню «Shake It Off» (4 недели № 1 в 2014 году) как вторая по продолжительности нахождения на «номере один» песня Свифт, после семинедельного правления «Blank Space» (2014).
14 января 2023 года песня вернулась на первое место (его 7-я в сумме неделя на вершине и повтор личного рекорда Свифт с хитом «Blank Space», 2014—2015). Сингл также вернулся на вершину в Digital Song Sales (4-я неделя на № 1) и третью неделю лидировал в Radio Songs. 21 января 2023 года песня увеличила личный рекорд Свифт до 8 недель лидерства в Hot 100. В итоге песня стала самой продаваемой песней 2022 года в США, всего было продано 436 000 цифровых загрузок. 4 марта песня «Anti-Hero» провела свою 18-ю неделю в лучшей десятке и стала 4-м по продолжительности сольным женским хитом из топ-10 в Hot 100 в этом десятилетии, уступая только «Good 4 U» (24), «Easy on Me» (23) и «About Damn Time» (22). 22 апреля сингл находился в Топ-10 (Hot 100) свою 24-ю неделю и повторил личный рекорд Свифт, ранее принадлежавший песне «Shake It Off» (2014—15) и превышая достижения хитов «Blank Space» (17 недель в Топ-10 в 2014—15), «I Knew You Were Trouble» (16 недель, 2012—13) и «You Belong With Me» (16, 2009).
Выпав на одну неделю из десятки на 11-е место, затем сингл снова вернулся в Топ-10 (чарт от 6 мая), проведя в нём 25-ю рекордную для песен Свифт неделю, а 27 мая «Anti-Hero» увеличил свой рекорд в Топ-10 до 28 недель.
28 октября 2023 года песня провела свою 52-неделю в чарте Hot 100 (находясь на 25-м месте) или полный год, став первой песней Свифт, достигшей этого рубежа.
Песня «Anti-Hero» также заняла первое место в чарте Adult Pop Airplay, став девятым лидером Свифт и первым после песни «Willow» в течение трёх недель лидировавшей в апреле-мае 2021 года. Среди всех исполнителей с момента появления этого чарта на страницах Billboard в марте 1996 года, только Maroon 5 (15) и P!nk (10) имеют больше первых мест.
24 декабря песня возглавила Pop Airplay, став в нём 10-м чарттоппером после «Delicate» в 2018 году. Благодаря этому Свифт стала первой женщиной (и второй среди всех после Maroon 5), кто лидировал в Pop Airplay все три последних десятилетия: 2000-е, ’10-е и ’20-е годы. Таким образом Свифт догнала Джастина Бибера (у которого также 10 номеров один) и отстаёт только от имеющих по 11 чарттопперов Maroon 5, Кэти Перри и Рианны (по 9 у Бруно Марса и Пинк). 31 декабря 2022 года песня возглавила Radio Songs, где Свифт стала первым артистом, который лидировал в 2000-х, 2010-х и 2020-х годах. Для Свифт это её седьмой номер один в Radio Songs, и она делит с группой Maroon 5, певицей Кэти Перри и рэпером Ашером четвёртое место по этому показателю с запуска этого чарта в декабре 1990 года и уступает лишь трём лидерам: Рианне (13), М.Кэри (11) и Бруно Марсу (9).
В марте 2023 года сингл возглавил Hot Adult Contemporary Tracks, в 8-й раз в карьере Свифт, увеличив её отрыв от обладателей шести чарттопперов: Adele, Michel Bublé и Josh Groban.
Также благодаря «Anti-Hero» Свифт в 11-й раз возглавила три основных хит-парада одновременно Artist 100, Hot 100 & Billboard 200.
Песня возглавила сразу два глобальных хит-парада: Billboard Global 200 и Global 200 Excl. US (во второй раз в карьере певицы).

## Концертные исполнения
Свифт впервые публично исполнила песню (без сопровождения, играя на гитаре) 12 января 2023 года в качестве неожиданного гостя во время лондонского концерта (The O2 Arena) английской группы The 1975 в рамках тура At Their Very Best Tour.
Песня вошла в сет-лист the Eras Tour, концертного тура, в который Свифт отправилась 17 марта 2023 года для продвижения Midnights и других своих альбомов.

## Признание

### Награды и номинации
Сингл имел множество различных наград и номинаций. На церемонии 2023 MTV Video Music Awards Свифт получила 11 номинаций, став самым номинированным артистом вечера. Песня «Anti-Hero» победила в шести из семи номинаций, в которых она была представлена.
| Награда                                     | Год  | Категория                                | Результат | Ссылка          |
| ------------------------------------------- | ---- | ---------------------------------------- | --------- | --------------- |
| People’s Choice Awards                      | 2022 | The Music Video of 2022                  | Победа    | [ 89 ] [ 90 ]   |
| Capricho Awards                             | 2022 | International Hit of the Year            | Победа    | [ 91 ]          |
| Премия Гильдии художников-постановщиков США | 2023 | Short Format: Music Video or Web Series  | Номинация | [ 92 ]          |
| iHeartRadio Music Awards                    | 2023 | Song of the Year                         | Победа    | [ 93 ]          |
| iHeartRadio Music Awards                    | 2023 | Best Lyrics                              | Победа    | [ 93 ]          |
| iHeartRadio Music Awards                    | 2023 | Best Music Video                         | Номинация | [ 93 ]          |
| Brit Awards                                 | 2023 | Brit Award for International Song        | Номинация | [ 94 ]          |
| Gaffa Awards                                | 2023 | International Hit of the Year            | Номинация | [ 95 ] [ 96 ]   |
| Nickelodeon Kids' Choice Awards             | 2023 | Favorite Song                            | Номинация | [ 97 ]          |
| MTV Millennial Awards                       | 2023 | Global Hit of the Year                   | Номинация | [ 98 ] [ 99 ]   |
| MTV Video Music Awards                      | 2023 | Video of the Year                        | Победа    | [ 100 ]         |
| MTV Video Music Awards                      | 2023 | Song of the Year                         | Победа    | [ 100 ]         |
| MTV Video Music Awards                      | 2023 | Best Direction                           | Победа    | [ 100 ]         |
| MTV Video Music Awards                      | 2023 | Best Pop                                 | Победа    | [ 100 ]         |
| MTV Video Music Awards                      | 2023 | Best Visual Effects                      | Победа    | [ 100 ]         |
| MTV Video Music Awards                      | 2023 | Best Cinematography                      | Победа    | [ 100 ]         |
| MTV Video Music Awards                      | 2023 | Best Editing                             | Номинация | [ 100 ]         |
| MTV Europe Music Awards                     | 2023 | Best Video                               | Победа    | [ 101 ] [ 102 ] |
| MTV Europe Music Awards                     | 2023 | Best Song                                | Номинация | [ 101 ] [ 102 ] |
| MTV Europe Music Awards                     | 2023 | Best Pop                                 | Номинация | [ 101 ] [ 102 ] |
| NRJ Music Awards                            | 2023 | International Video of the Year          | Номинация | [ 103 ] [ 104 ] |
| BreakTudo Awards                            | 2023 | International Hit of the Year            | Номинация | [ 105 ] [ 106 ] |
| Billboard Music Awards                      | 2023 | Top Hot 100 Song                         | Номинация | [ 107 ]         |
| Billboard Music Awards                      | 2023 | Top Radio Song                           | Номинация | [ 107 ]         |
| Billboard Music Awards                      | 2023 | Top Streaming Song                       | Номинация | [ 107 ]         |
| Billboard Music Awards                      | 2023 | Top Selling Song                         | Победа    | [ 107 ]         |
| Billboard Music Awards                      | 2023 | Top Billboard Global 200 Song            | Номинация | [ 107 ]         |
| Musa Awards                                 | 2023 | International Anglo Song of the Year     | Номинация | [ 108 ]         |
| RTHK International Pop Poll Awards          | 2023 | Top Ten International Gold Songs         | Победа    | [ 109 ]         |
| RTHK International Pop Poll Awards          | 2023 | Super Gold Song                          | Победа    | [ 109 ]         |
| IFPI Awards                                 | 2023 | IFPI Top 10 Global Singles Award of 2023 | Победа    | [ 110 ]         |
| Grammy Awards                               | 2024 | Record of the Year                       | Номинация | [ 111 ] [ 112 ] |
| Grammy Awards                               | 2024 | Song of the Year                         | Номинация | [ 111 ] [ 112 ] |
| Grammy Awards                               | 2024 | Best Pop Solo Performance                | Номинация | [ 111 ] [ 112 ] |
| Gold Derby Music Awards                     | 2024 | Record of the Year                       | Победа    | [ 113 ] [ 114 ] |
| Gold Derby Music Awards                     | 2024 | Song of the Year                         | Победа    | [ 113 ] [ 114 ] |
| Gold Derby Music Awards                     | 2024 | Best Pop Song                            | Победа    | [ 113 ] [ 114 ] |
| Gold Derby Music Awards                     | 2024 | Best Music Video                         | Победа    | [ 113 ] [ 114 ] |
| BMI Awards                                  | 2024 | Most Performed Song of the Year          | Победа    | [ 115 ]         |

### Итоговые списки
| Публикация/критик         | Список                              | Ранг | Ссылка  |
| ------------------------- | ----------------------------------- | ---- | ------- |
| BBC                       | 25 Best Songs of 2022               | 4    | [ 116 ] |
| Billboard                 | The 100 Best Songs of 2022          | 5    | [ 117 ] |
| Billboard                 | The 500 Best Pop Songs of All Time  | 364  | [ 118 ] |
| Consequence               | Top 50 Songs of 2022                | 23   | [ 119 ] |
| DIY                       | DIY Tracks of 2022                  | 5    | [ 31 ]  |
| Entertainment Weekly      | The 10 Best Songs of 2022           | 7    | [ 35 ]  |
| Los Angeles Times         | The 100 Best Songs of 2022          | 4    | [ 120 ] |
| NPR                       | The 100 Best Songs of 2022          | 33   | [ 121 ] |
| The New York Times        | Lindsay Zoladz’s Best Songs of 2022 | 5    | [ 122 ] |
| NME                       | The 50 Best Songs of 2022           | 17   | [ 123 ] |
| Paste                     | The 50 Best Songs of 2022           | 14   | [ 124 ] |
| Pitchfork                 | The 100 Best Songs of 2022          | 44   | [ 125 ] |
| Slant                     | The 50 Best Songs of 2022           | 2    | [ 126 ] |
| The Sydney Morning Herald | The 23 Best Songs of 2022           | 5    | [ 127 ] |
| Time Out                  | The 22 Best Songs of 2022           | 15   | [ 128 ] |
| USA Today                 | The 10 Best Songs of 2022           | 2    | [ 129 ] |

## Использование в СМИ
- Большая часть песни была использована в финальном эпизоде четвёртого сезона сериала Ты, американского психологического триллера на Netflix[130]
- Песня была исполнена британской певицей Mimi Webb[англ.] на BBC One в программе Live Lounge[131].
- Метал-кавер песни от австралийской рок-группы Pendulum был записан 20 октября 2023 года на радио Triple J[англ.] (Австралия) как часть их Like a Version[англ.][132](видео).
- Актёр и музыкант Джек Блэк спел песню «Anti-Hero», исполняя стриптиз во время шоу Give Back-ular Spectacular! Show в лос-анджелесском Театре Орфей в рамках акции по сбору средств для съемочных групп телевидения и кино, пострадавших от забастовки SAG-AFTRA между профсоюзом актёров и Альянсом продюсеров[133].
- Австралийский рок-музыкант Пол Келли[англ.] сделал кавер-версию песни для радиостанции Triple M[англ.][134].

## Список композиций и ремиксов
| Digital download and streaming - «Anti-Hero» — 3:21 - «Anti-Hero (Illenium remix)» — 4:27 Digital download - «Anti-Hero» (instrumental) — 3:21 - «Anti-Hero» (acoustic version) — 3:16 - «Anti Hero» (Kungs remix extended version) — 3:55 | Digital download and streaming — Remix EP 1. «Anti-Hero» (при участии Bleachers) — 3:48 2. «Anti-Hero» (Roosevelt remix) — 4:59 3. «Anti-Hero» (Kungs remix) — 3:14 4. «Anti-Hero» (Jayda G remix) — 3:35 5. «Anti-Hero» — 3:21 |

## Чарты
| Чарт (2022—2023)                       | Высшая позиция |
| -------------------------------------- | -------------- |
| Австралия (ARIA)                       | 1              |
| Австрия (Ö3 Austria Top 40)            | 6              |
| Бельгия/Фландрия (Ultratop 50)         | 1              |
| Бельгия/Валлония (Ultratop 50)         | 13             |
| Болгария (PROPHON)                     | 6              |
| Бразилия (Billboard)                   | 8              |
| Канада (Billboard Canadian Hot 100)    | 1              |
| Канада (Billboard AC)                  | 1              |
| Канада (Billboard CHR/Top 40)          | 2              |
| Канада (Billboard Hot AC)              | 1              |
| Хорватия (HRT)                         | 1              |
| Чехия (Rádio — Top 100)                | 2              |
| Чехия (Singles Digitál Top 100)        | 8              |
| Дания (Tracklisten)                    | 7              |
| Дания (Tracklisten Airplay)            | 1              |
| Эстония (Radiomonitor)                 | 14             |
| Финляндия (Suomen virallinen lista)    | 10             |
| Франция (SNEP)                         | 32             |
| Германия (GfK)                         | 7              |
| Германия (Airplay, BVMI)               | 1              |
| Мир (Billboard Global 200)             | 1              |
| Греция (IFPI)                          | 2              |
| Гонконг (Billboard)                    | 6              |
| Венгрия (Rádiós Top 40)                | 26             |
| Венгрия (Single Top 40)                | 31             |
| Венгрия (Stream Top 40)                | 8              |
| Исландия (Plötutíðindi)                | 4              |
| Индия (IMI)                            | 4              |
| Индонезия (Billboard)                  | 1              |
| Ирландия (IRMA)                        | 1              |
| Израиль (Media Forest)                 | 6              |
| Испания (PROMUSICAE)                   | 14             |
| Италия (FIMI)                          | 26             |
| Латвия (EHR)                           | 1              |
| Литва (AGATA)                          | 5              |
| Малайзия (Billboard)                   | 1              |
| Малайзия (International, RIM)          | 1              |
| Мальта (Radiomonitor)                  | 1              |
| Мексика (Airplay, Monitor Latino)      | 8              |
| Нидерланды (Dutch Top 40)              | 5              |
| Нидерланды (Single Top 100)            | 9              |
| Новая Зеландия (Recorded Music NZ)     | 1              |
| Норвегия (VG-lista)                    | 3              |
| Панама (Monitor Latino)                | 10             |
| Парагвай (Monitor Latino)              | 9              |
| Филиппины (Billboard)                  | 1              |
| Португалия (AFP)                       | 2              |
| Португалия (Portugal Songs, Billboard) | 1              |
| Россия (TopHit)                        | 57             |
| Сингапур (RIAS)                        | 1              |
| Словакия (Rádio — Top 100)             | 12             |
| Словакия (Singles Digitál Top 100)     | 7              |
| Китайская Республика (Billboard)       | 5              |
| Швеция (Sverigetopplistan)             | 5              |
| Швейцария (Schweizer Hitparade)        | 6              |
| ЮАР (Billboard)                        | 3              |
| Великобритания (OCC UK Singles)        | 1              |
| США (Billboard Hot 100) ·              | 1              |
| США (Billboard Adult Contemporary)     | 1              |
| США (Billboard Adult Pop Airplay)      | 1              |
| США (Billboard Dance/Mix Show Airplay) | 3              |
| США (Billboard Pop Airplay)            | 1              |
| Вьетнам (Billboard Vietnam Hot 100)    | 2              |

| Чарт (2022)                       | Позиция |
| --------------------------------- | ------- |
| Australia (ARIA)                  | 43      |
| Belgium (Ultratop 50 Flanders)    | 94      |
| Germany (Official German Charts)  | 100     |
| Netherlands (Dutch Top 40)        | 54      |
| Switzerland (Schweizer Hitparade) | 97      |
| UK Singles (OCC)                  | 59      |

| Чарт (2023)                           | Позиция |
| ------------------------------------- | ------- |
| Austria (Ö3 Austria Top 40)           | 16      |
| Canada (Canadian Hot 100)             | 5       |
| Germany (Official German Charts)      | 18      |
| Global 200 (Billboard)                | 4       |
| Global 200 Excl. U.S. (Billboard)     | 8       |
| Global Singles (IFPI)                 | 9       |
| New Zealand (Recorded Music NZ)       | 17      |
| Philippines (Billboard)               | 7       |
| UK Singles (OCC)                      | 4       |
| US Billboard Hot 100                  | 4       |
| US Adult Contemporary (Billboard)     | 2       |
| US Adult Top 40 (Billboard)           | 2       |
| US Mainstream Top 40 (Billboard)      | 9       |
| US Dance/Mix Show Airplay (Billboard) | 4       |
| US Radio Songs (Billboard)            | 3       |

## Сертификации
| Регион | Сертификация          | Продажи       |
| --- | --------------------- | ------------- |
| Австралия (ARIA) | 8× Платиновый         | 560 000       |
| Австрия (IFPI Austria) | 2× Платиновый         | 60 000        |
| Бельгия (BEA) | Платиновый            | 40 000        |
| Канада (Music Canada) | 2× Платиновый         | 160 000       |
| Дания (IFPI Danmark) | Платиновый            | 90 000        |
| Франция (SNEP) | Платиновый            | 200 000       |
| Германия (BVMI) | Золотой               | 200 000       |
| Италия (FIMI) | Платиновый            | 100 000       |
| Мексика (AMPROFON) | 2× Платиновый+Золотой | 350 000       |
| Новая Зеландия (RMNZ) | 3× Платиновый         | 90 000        |
| Норвегия (IFPI Norway) | Золотой               | 30 000        |
| Польша (ZPAV) | Платиновый            | 50 000        |
| Португалия (AFP) | 2× Платиновый         | 20 000        |
| Испания (PROMUSICAE) | Платиновый            | 60 000        |
| Швейцария (IFPI Switzerland) | Платиновый            | 20 000        |
| Великобритания (BPI) | 3× Платиновый         | 1 800 000     |
| Стриминг |                       |               |
| Греция (IFPI Greece) | Золотой               | 1 000 000     |
| Швеция (GLF) | Платиновый            | 12 000 000    |
| Мир | —                     | 1,310,000,000 |
| Данные о продажах + прослушиваниях приведены только на основе сертификации. · Данные только о прослушиваниях приведены на основе сертификации. |                       |               |

## История релиза
| Регион | Дата            | Формат                       | Лейбл     | Ссылка  |
| ------ | --------------- | ---------------------------- | --------- | ------- |
| Италия | 21 октября 2022 | Радиоротация                 | Universal | [ 237 ] |
| США    | 24 октября 2022 | Hot adult contemporary radio | Republic  | [ 10 ]  |
| США    | 25 октября 2022 | Contemporary hit radio       | Republic  | [ 11 ]  |

### Комментарии
1. ↑  после чарт-дублей Folklore и «Cardigan» (8 августа 2020 года), Evermore и «Willow» (26 декабря 2020 года), Red (Taylor's Version) и «All Too Well (Taylor’s Version)» (27 ноября 2021 года)[64].
2. ↑  После «Shake It Off» (2014), «Cardigan» (2020), «Willow» (2020) и «All Too Well (Taylor’s Version)» (2021). Ариана Гранде также пять раз дебютировала на первом месте Hot 100, но два из них — «Stuck with U» и «Rain on Me»— были коллаборациями, с Джастиным Бибером и Леди Гагой, соответственно.
3. ↑  Свифт возглавляла хит-парад Radio Songs с синглами: “You Belong With Me” (2 недели на № 1, 2009);
“I Knew You Were Trouble” (4 , 2013);
“Shake It Off” (4, 2014);
“Blank Space” (6, 2014-15);
“Bad Blood” (5, 2015);
“Wildest Dreams” (2, 2015);
“Anti-Hero” (1, на 31 декабря 2022)[80]
4. ↑  Свифт стала первым исполнителем, возглавившим одновременно Artist 100, Hot 100 и Billboard 200 в чартах от 15 ноября 2014 года, благодаря своему альбому 1989 и его ведущему синглу «Shake It Off». Единственный артист, который провёл больше недель в этом трио суперчартов, — Дрейк, который делал это 16 раз. На 1 ноября 2022 года список артистов когда-либо одновременно делавших это: 16, Дрейк;
11, Тейлор Свифт;
9, Адель;
5, The Weeknd;
2, Ариана Гранде;
2, Эд Ширан;
2, Гарри Стайлз;
1, Бейонсе;
1, Джастин Бибер;
1, BTS;
1, Камила Кабельо;
1, Фьючер;
1, Кендрик Ламар[82]